# Битва при Монжизаре
Битва при Монжизаре (фр. Bataille de Montgisard, иначе — битва при Рамле, в исламских источниках — сражение при Телль Ас-Сафите) состоялась 25 ноября 1177 года в сеньории Рамла между султаном Египта Салах ад-Дином и силами Иерусалимского королевства.

## История
В 1177 году королевство планировало объединиться с Византией для мощной атаки на Египет. Филипп Эльзасский, граф Фландрии, прибывший ранее, надеялся организовать эту операцию, но планы были разрушены.
Тем временем, Салах ад-Дин 18 ноября пересек границу Иерусалимского королевства. Тамплиеры в Газе, считая целью Салах ад-Дина свой форпост, приготовились отразить нападение. Но тот проследовал мимо к Аскалону.
Узнав о выступлении Салах ад-Дина, Балдуин IV покинул Иерусалим с примерно 500 рыцарями и 1—3 тыс. пехоты, перемещавшейся вместе с конницей (видимо, на мулах или верблюдах), и выступил на Аскалон, полагая его целью мусульман. Король Иерусалимский сумел занять город раньше и был там блокирован небольшим отрядом Салах ад-Дина, имевшим 26-тысячное войско (по другим данным менее 22 тыс.). Главной целью вторжения оказался Иерусалим, куда и стала медленно продвигаться, по пути разоряя страну, главная масса исламских воинов. 16-летний король сознательно превратил себя в заложника, и его подданным приходилось, забыв ссоры, выручать государя. Вместе с Балдуином был Рено де Шатильон, сеньор Трансиордании, вернувшийся из плена из Алеппо в 1176 году. Рено, знаменитый «Волк Керака» был заклятым врагом Салах ад-Дина, как и всего исламского Востока.
Оставив контингент сдерживания у Аскалона, Салах ад-Дин направился к Иерусалиму, предполагая, что Балдуин не посмеет преследовать его с малочисленным войском. Он захватил Рамлу, осадил Лидду и Арсуф. Считая Балдуина неопасным, Салах ад-Дин позволил войскам рассредоточиться по большой территории для грабежа и запаса продовольствия.
По свидетельствам христианского хрониста, с Салах ад-Дином было 26 тыс. чел., из них 8000 — мамелюки и одна тысяча отборной кавалерии — личная гвардия. Зная, что дорога свободна и между ним и Иерусалимом нет ни одного сколь либо значительного войска, Салах ад-Дин позволил солдатам по пути грабить население, рассредоточив свою армию, распылив и замедлив своё продвижение. Были разорены и сожжены Лидда и Рамла, их население попало в плен или бежало. В Лидде — родном городе и центре культа Георгия Победоносца — египтянами был осквернён храм св. Георгия, одна из первых церквей, возведённых крестоносцами в освобождённой из-под власти мусульман Палестине. Поэтому современники считали, что сам св. Георгий вместе с Христом явились на белых конях в ходе битвы и помогли франкам сокрушить гораздо большую армию сарацин.
Узнав о вторжении, Балдуин IV попросил тамплиеров бросить Газу и идти к нему. Те ударили по отряду, оставленному под стенами Аскалона и одержали победу. Освободив короля, тамплиеры вместе со светскими рыцарями берегом пошли к городу Ибелину, откуда повернули на восток.
Объединённые силы составляли от 300 до 500 рыцарей Балдуина (по другим данным 375 тяжеловооружённых всадников, также приводятся данные о 300 рыцарях Иерусалима и 180—200 рыцарях Ибелина, сеньора Рамлы, присоединившихся к армии короля во время марша), 84 тамплиера (по другим данным 80 тамплиеров пришли с королём и 40—50 тамплиеров насчитывал присоединившийся конвент Газы, а также в армии иерусалимцев находились 80-90 рыцарей-иоаннитов и примерно 50 рыцарей лейб-эскадрона Балдуина IV «Ожидающих благословенной смерти» (также из заболевших проказой, как и их король). Возможно, что рыцари-орденцы входили в общее число 500 рыцарей. Также в сражении принимало участие несколько тысяч пехотинцев (по одним данным, 2—3 тысячи, по другим 5—6 тысяч). Вполне вероятно, что всего сразу с королём в Аскалон прибыло 2—3 тыс. пехоты, посаженной на верблюдов, лошадей и мулов, а подошедшие позднее полки, такой же численности, были разгромлены сарацинами. Численность лёгкой кавалерии туркополов, если они и участвовали в сражении, неизвестна, но судя по длительному и успешному преследованию, можно предположить, что легкая кавалерия у христиан была. По пути продвижения к Иерусалиму Салах ад-Дин перехватил несколько пехотных отрядов, которые стремились присоединиться к королевской армии в Аскалоне, тем самым ещё более ослабив силы крестоносцев. Население Иерусалима, по сути оставшееся без защиты перед мусульманским вторжением, находилось в ужасе и с плачем молилось в храмах.
Однако Балдуин IV смог разбить осадный отряд сарацин и неожиданно появился в тылу рассредоточенной и находившейся на марше огромной сарацинской армии. Христианские полки ударили по Салах ад-Дину у холма Монжизар (Гезер) недалеко от Рамлы и привели его в полное замешательство.
Момент был выбран удачно: Салах ад-Дин как раз пытался перестроить свои войска, и это вызвало заминку
Судя по рассказу ученого и хрониста XIII века Абу Шамы, армия Саладина не ожидала активного сопротивления со стороны франков. Султан позволил своим солдатам рассеяться по округе и грабить деревни, вместо того чтобы держаться всем вместе. «Удача отвернулась от них», – мрачно заметил Абу Шама
Личная охрана Салах ад-Дина, мамелюки, была уничтожена сокрушительной и неожиданной атакой рыцарской кавалерии и всё войско ударилось в бегство. В результате история пополнилась для христиан ещё одной победой под Рамлой, которая была не менее сокрушительна, чем та, которую одержал Балдуин I Иерусалимский в 1101 году (см. битва при Рамле).
Салах ад-Дин бежал в Египет, по пути его беспокоили бедуины. Лишь десятая часть его армии вернулась в Египет. Балдуин следовал за ним на Синайский полуостров, но не сумел одержать верх. Салах ад-Дин возобновил натиск на королевство в 1179 году, хотя эта битва лично ему, как он признавался своему секретарю, показала, что «Бог не хочет, чтобы царство христиан пало при этом короле». Был, однако, год мира, которого давно не знало Иерусалимское королевство, победа вскоре стала героической легендой, которая, из-за того что христиан было в несколько раз меньше, чем мусульман, надолго запомнилась современникам, и, по свидетельству очевидцев, даже спустя 100 лет это сражение считали едва ли не самым славным из всех битв крестоносцев.